# جونزالو جاريدو
جونزالو جاريدو (بالإسبانية: Gonzalo Garrido) مواليد 2 سبتمبر 1973 في تشيلي، هو دراج تشيلي. شارك في دورة الألعاب الأولمبية الصيفية.

## روابط خارجية
- جونزالو جاريدو على موقع الاتحاد الدولي للدراجات (الإنجليزية)
- جونزالو جاريدو على موقع أرشيف الدراجات (الإنجليزية)
- جونزالو جاريدو على موقع إحصائيات الدراجات الإحترافية (الإنجليزية)
- جونزالو جاريدو على موقع أوليمبيديا (الإنجليزية)